# Cheiracanthium falcatum
Cheiracanthium falcatum is een spinnensoort uit de familie Cheiracanthiidae.
De wetenschappelijke naam van de soort werd in 2006 gepubliceerd door S.H. Chen et al..